# Planc
Planc (en llatí Plancus) era un cognomen de la família més distingida de la gens Munàcia o Munàtia. El nom derivava de tenir els peus completament plans, sense cap corba. El cognom apareix també com a Planci (Plancius) tant en manuscrits com en antigues edicions.
Uns personatges destacats d'aquesta família van ser:
- Luci Munaci Planc (cònsol 42 aC), consol el 42 aC
- Tit Munaci Planc Bursa, tribú de la plebs el 52 aC
- Gneu Munaci Planc, pretor el 43 aC
- Luci Plauci Planc, polític romà
- Luci Munaci Planc (consol any 13), cònsol l'any 13